# گیاه‌پارچ فیضل
گیاه‌پارچ فیضل (نام علمی: Nepenthes faizaliana)، یک گونه از سرده گیاه‌پارچ‌ها است.